# (15809) 1994 JS
(15809) 1994 JS est un objet transneptunien découvert en 1994.

## Description
(15809) 1994 JS a été découvert le 11 mai 1994 à l'observatoire interaméricain du Cerro Tololo, un observatoire astronomique professionnel situé dans le désert d'Atacama, au Nord du Chili, par David Jewitt et Jane Luu.

### Caractéristiques orbitales
L'orbite de cet astéroïde est caractérisée par un demi-grand axe de 42,49 UA, un périhélie de 33,07 UA, une excentricité de 0,22 et une inclinaison de 14,02° par rapport à l'écliptique. Du fait de ces caractéristiques, à savoir un demi-grand axe supérieur à 30,1 UA, il évolue au-delà orbites de l'orbite de Neptune et est classé comme planète mineure distante de type objet transneptunien,

### Caractéristiques physiques
(15809) 1994 JS a une magnitude absolue (H) de 7,8 et un albédo estimé à 0,353.